# Annie Edson Taylor
Annie Edson Taylor (ur. 24 października 1838 w Auburn, zm. 29 kwietnia 1921 w Lockport) – amerykańska nauczycielka, pierwsza osoba, która przeżyła spływ wodospadem Niagara w beczce.

## Życiorys
Annie Edson Taylor urodziła się 24 października 1838 roku w Auburn w stanie Nowy Jork. Jej rodzicami byli Marrick Edson, właściciel młyna na Owasco Outlet i Lucretia Waring. Miała liczne rodzeństwo. Ojciec zmarł gdy miała 12 lat, jednak jego majątek wystarczył, by dalej utrzymać rodzinę na wcześniejszym poziomie życia.
W młodości dużo czytała, jednocześnie preferowała sporty i zabawy na zewnątrz niż zajęcia wspólnie z siostrami. Chciała zostać nauczycielką, przez co podjęła naukę w Conference Seminary and Collegiate Institute w Charlottesville.
Gdy miała 17 lat, poznała Davida Taylora, za którego wkrótce wyszła. Po kilku latach para doczekała się syna, który jednak zmarł kilka dni po narodzinach. David z kolei został śmiertelnie ranny podczas wojny secesyjnej.
Taylor wyjechała po tym do San Antonio w Teksasie, gdzie podjęła pracę nauczycielki, jednak z czasem powróciła do Nowego Jorku. Tam zapisała się do szkoły tańca, by zostać instruktorką. Przez kilka lat było jej to główne zajęcie, sama zaś przyjęła wędrowny tryb życia, podróżując po Stanach Zjednoczonych. W trakcie tej wędrówki doświadczyła m.in. pożaru domu w którym mieszkała, trzęsienia ziemi oraz napadu, podczas którego odmówiła oddania posiadanych pieniędzy. Takie życie nie przyniosło jednak dochodów pozwalających utrzymać wcześniejszy poziom życia, a odziedziczone oszczędności stopniowo się kończyły.
Około roku 1898 dotarła do Bay City w stanie Michigan. Ponieważ nie znalazła tam ofert pracy dla instruktorów tańca, otworzyła własną szkołę. Mimo znacznych przychodów, nieumiejętność prowadzenia biznesu oraz jej własne przyzwyczajenia do bogatego trybu życia stały się przyczyną równie wysokich kosztów. Latem 1900 roku wyjechała do Sault Ste. Marie, gdzie nauczała muzyki, z czego zrezygnowała jesienią, by następnie wrócić do San Antonio. Tam znalazła pracę, która jednak nie przyniosła jej sukcesu, przez co w maju 1901 roku wróciła do Bay City.

### Spływ wodospadem Niagara
W lipcu 1901 roku zaczęła planować spływ wodospadem Niagara w beczce, po przeczytaniu artykułu w New York World o wystawie światowej Pan-American Exposition w Buffalo i popularności wodospadu wśród uczestników wystawy. Natychmiast rozpoczęła przygotowania, od szukania wykonawcy beczki, po angażowanie promotora, którym został Frank M. Russell. Aby lepiej sprzedać historię, ten mówił prasie, że Taylor ma 42 lata i jest doświadczoną podróżniczką, która odwiedzała dzikie, niezbadane kraje. Taylor Spływu wodospadem postanowiła dokonać w dniu swoich 63. urodzin – 24 października 1901 roku.
Beczka została skonstruowana specjalnie na tę okazję, wykonano ją z drewna dębowego i żelaza, wyłożono grubym materacem. Wykonała ją lokalna firma. Zabezpieczona była 10 metalowymi obręczami oraz obciążona u spodu kowadłem, by zachowywała właściwe ustawienie podczas spływu. Sama beczka stała się elementem promującym wydarzenie, na początku października pojawiła się na wystawie w lokalnym sklepie, a dwa dni później Frank M. Russell zawiózł ją nad wodospad.

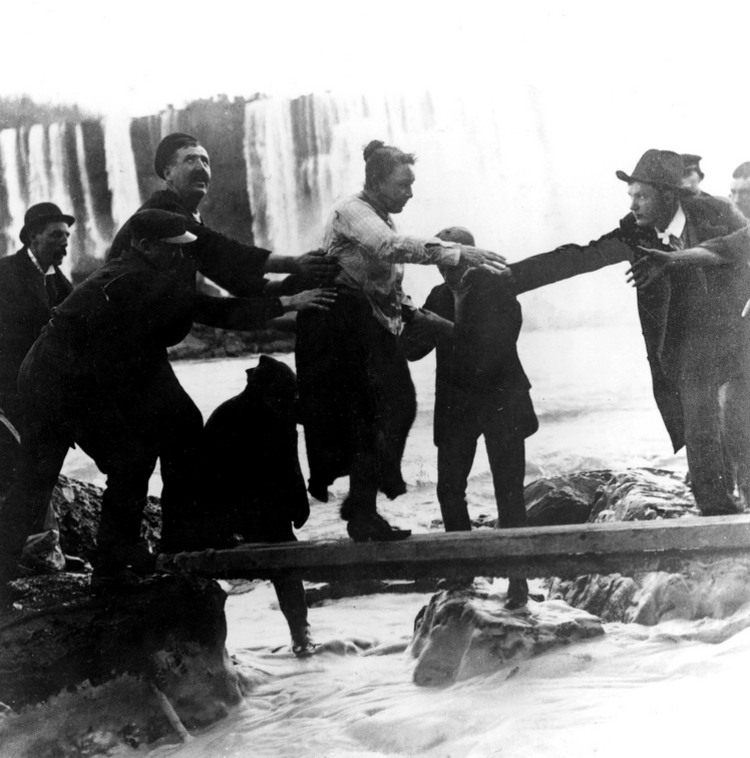
Annie Edson Taylor opuszczająca beczkę

 Spływu zgodnie z planem, dokonała 24 października (niektóre źródła z tamtych czasów podają 21 października). Pewne źródła podają, że kilka dni wcześniej, w ramach próby, w beczce spłynął kot, lub że kot był z nią podczas spływu, nie znajduje to jednak poparcia w artykułach w prasie. By konstrukcja była lżejsza, wpompowano wcześniej do środka beczki powietrze za pomocą pompek rowerowych. Choć spędziła w beczce prawie godzinę, cała podróż trwała około 20 minut. Pokonała w tym czasie jedną milę. Taylor w czasie spływu zraniła się w głowę i wysiadając z beczki była półprzytomna.
Przez prawie 10 lat Annie Edson Taylor była jedyną osobą, która dokonała takiego czynu. Kolejnej udanej próby dokonał 25 lipca 1911 roku Bobby Leach, płynąc w stalowej beczce. Podczas próby połamał oba kolana oraz szczękę.

### Dalsze życie
Spływ nie przyniósł Taylor sławy, jakiej oczekiwała. Początkowo jej historia znalazła się na pierwszych stronach gazet takich jak The New York Times czy inne krajowe dzienniki. Była gościem podczas kończącego się Pan-American Exposition. Z czasem sława wygasła, a Taylor musiała włożyć wiele wysiłku we własną promocję: spotkania, przemówienia, sprzedawanie pamiątek.
Zmarła w 29 kwietnia 1921 roku w Lockport, w ubóstwie. Została pochowana na Oakwood Cemetery w Niagara Falls, w części gdzie spoczywają inni kaskaderzy podejmujący wyczynów nad wodospadem Niagara.

## W kulturze popularnej
- Michael John LaChiusa skomponował musical, zatytułowany Queen of the Mist, miał swoją premierę w Nowym Jorku 18 października 2011 roku[4].
- Postać Anne Edson Taylor pojawiła się w filmie Niagara: Miracles, Myths and Magic[8].
- Poetka Joan Murray poświęciła jej wiersz Queen of the Mist[9].